# MOBI-X
A MOBI-X hordozható adatgyűjtő, 8 bites processzorral készült kézi számítógép a 80-as évekből. 
Magyar fejlesztés, 1984-ben szabadalmazták: dr. Gyarmati Péter, Bálint Róbert, Pék József. A szabadalom tartalmazza a cserélhető memória megoldását és az összekapcsolás rendszerét másik MOBI-X-szel és személyi számítógépekkel, például IBM PC-vel, Commodore 64-gyel stb.
Kiegészítő szabadalom univerzális, moduláris operációs rendszerre a MOBI-hoz: dr. Gyarmati Péter.
Magyarországon a mezőgazdaságban, a vasúti közlekedésben, a közmű-díjbeszedésben, raktározásban, külföldön többek között a Volkswagennél és a BMW-nél, általában sorozatgyártó üzemekben alkalmazták. Egy legenda szerint a PSION egyik ötletadója.[forrás?]
Funkcionális utóda a MOBI-2000, amely több mérési szabvány interface-szel kiegészítve készült.